# Acanthaphritis unoorum
Acanthaphritis unoorum és una espècie de peix de la família dels percòfids i de l'ordre dels perciformes.

## Hàbitat i distribució geogràfica
És un peix marí, demersal (fins als 100 m de fondària) i de clima tropical, el qual viu al Pacífic occidental: el Japó.

## Observacions
És inofensiu per als humans.